# Церковь Святого Пантелеимона (Салоники)
Це́рковь Свято́го Пантелеи́мона (греч. Άγιος Παντελεήμων) — православная церковь в городе Салоники, освящённая в честь великомученика Пантелеимона. В 1988 году в составе раннехристианских и византийских памятников Салоник включена в перечень объектов Всемирного наследия.

## История создания
Строительство церкви относят к началу эпохи Палеологов (XIII век). В 1548 году турками она была обращена в мечеть и в последние годы турецкого владычества в ходе ремонтных работ была разрушена галерея, окружавшая церковь (сохранилась только восточная часть арки), которая не восстановлена до настоящего времени.

## Особенности архитектуры и внутреннее убранство
Здание церкви крестообразное, однонефное. Церковь изначально была окружена галереей, имевшей в восточной части симметрично алтарю два небольших придела. Вход в церковь из галереи был возможен только через двери в северной и южной сторонах храма (традиционных западных дверей церковь не имеет). Центральный купол укреплен на четырёх арках, образующих крест. Имеется малый купол, расположенный над нефом.
В церкви сохранилось незначительное число фресок. В относительно хорошем состоянии в нефе имеется изображение Богородицы, а в диаконском помещении — изображение трёх святителей.